# Stift Admont

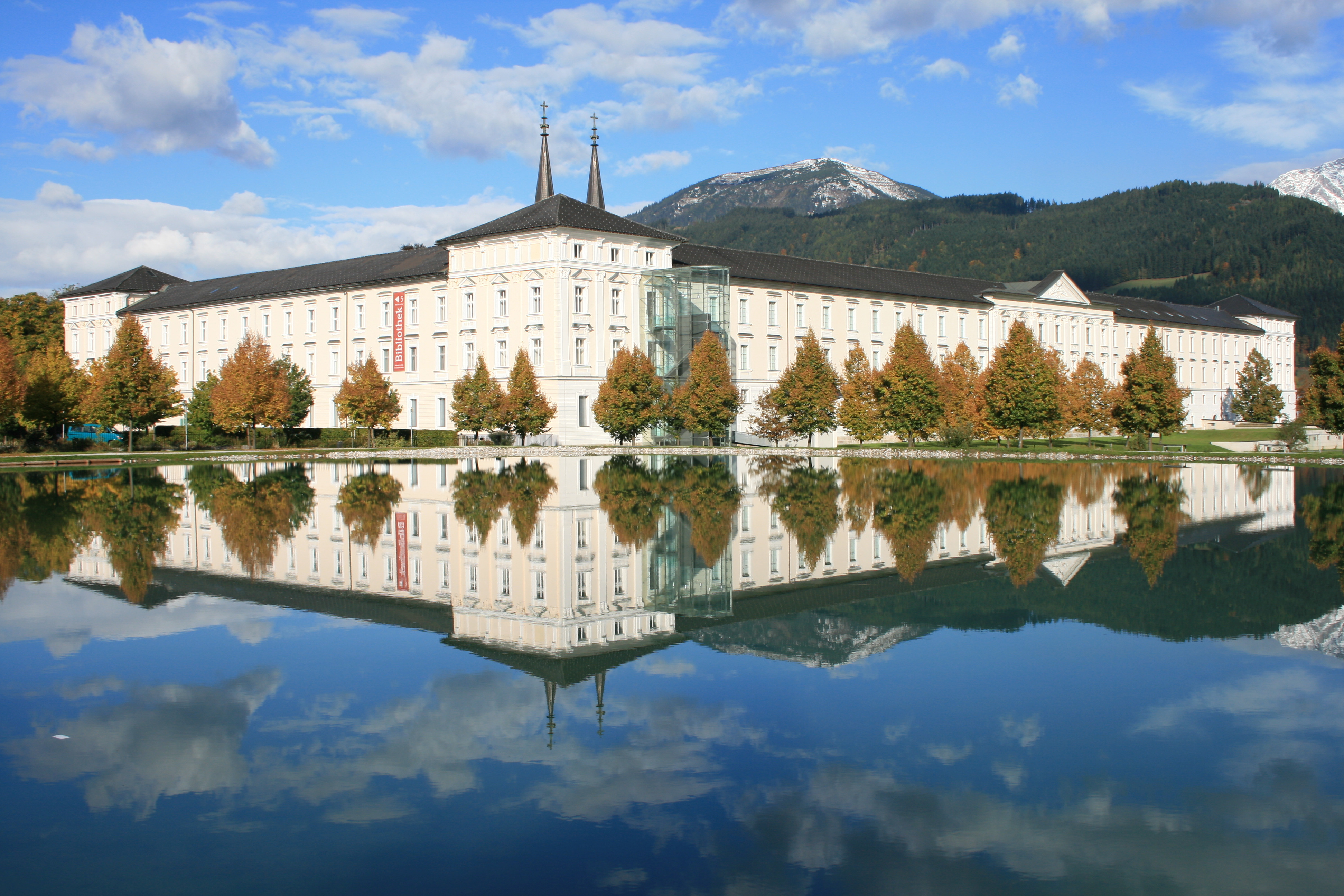
Stift Admont, Ansicht von Südost

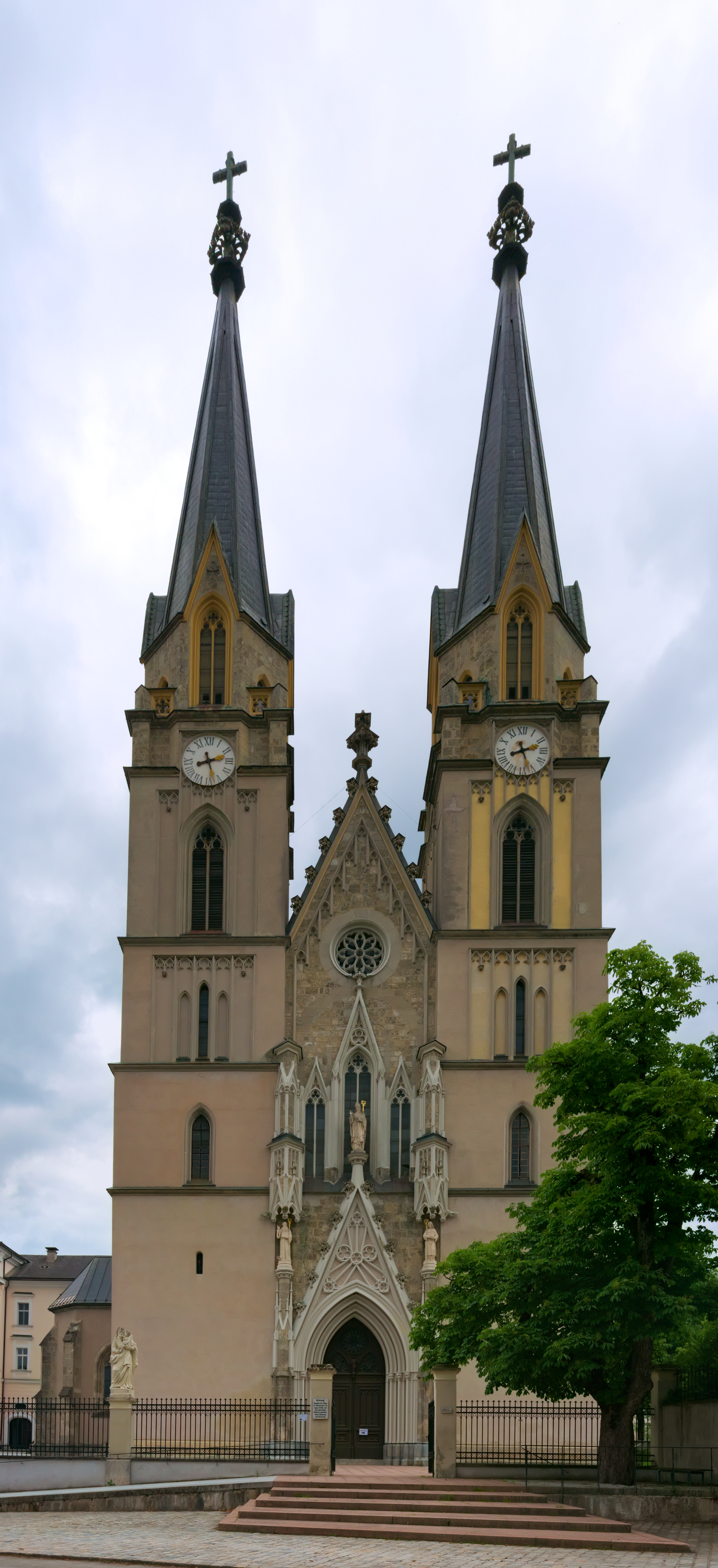
Turmansicht Admonter Münster

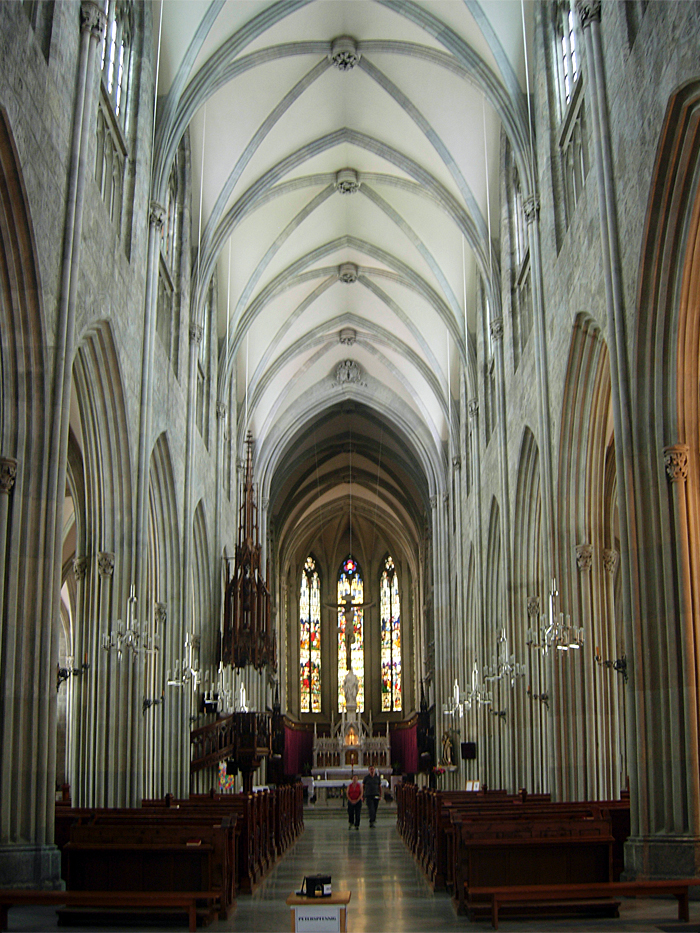
Innenraum des Münsters

Das Benediktinerstift Admont, offiziell Benediktinerabtei St. Blasius zu Admont (lat. Abbatia Sancti Blasii Admontensis O.S.B.), liegt in der Marktgemeinde Admont in der Steiermark, Österreich. Es wurde im Jahre 1074 von Erzbischof Gebhard von Salzburg gegründet und ist damit das älteste bestehende Kloster in der Steiermark. Es liegt am Zugang zum Nationalpark Gesäuse. Das Stift besitzt die größte Klosterbibliothek der Welt und ein modernes Museum, es werden barocke und aktuelle Architektur, Kunst vom Mittelalter bis zur Gegenwart, ein Naturhistorisches Museum, frühe Handschriften und Drucke, Sonderausstellungen und weitere Angebote präsentiert.

## Geschichte
Mit den Besitzungen der Heiligen Hemma von Gurk gründete Erzbischof Gebhard von Salzburg im Jahr 1074 das Benediktinerstift Admont. In der Folge wurde es von 12 Benediktinermönchen aus dem Mutterkloster Sankt Peter in Salzburg unter der Führung des Abtes Isingrim besetzt.
Seit Jahrhunderten ist das Kloster nicht nur religiöser Mittelpunkt der Obersteiermark, sondern auch ein Zentrum von Kunst und Wissenschaft. 1120 schloss man dem Stift ein Frauenkloster nach der Benediktusregel an, das in der Reformationszeit wieder aufgelöst wurde. Ein im 12. Jahrhundert gegründetes Skriptorium hat einzigartige Handschriften hinterlassen. Im Rahmen der Organisation der Steiermark hatte das Stift Admont 1292 durch seinen Abt Heinrich II., den Unterstützer Herzog Albrecht I. und den damit verbundenen Adelsaufstand des Landsberger Bundes eine bedeutende Funktion zugunsten der Landesherren.
Abt Engelbert von Admont (reg. 1297–1327) war einer der universalsten Gelehrten seiner Zeit. Sein wissenschaftliches Werk umfasst mehr als 40 größere und kleinere Abhandlungen. Nach einem durch Türkenkriege und Reformation bedingten Niedergang brachte die Gegenreformation unter Abt Johann Hoffmann der Abtei neuen Aufschwung. Seit 1459 war es dem Stift durch Urkunde der Herren von Pranckh erlaubt, selbstständig Steuern zu erheben.
Im 17. Jahrhundert wurde die gesamte Anlage unter den Äbten Matthias Preininger und Urban Weber im Barockstil umgebaut und die Kirche umgestaltet. Die künstlerische Tätigkeit mit den Arbeiten des Kunststickers Frater Benno Haan (1631–1720) und des Bildhauers Josef Stammel (1695–1765) erreichte einen Höhepunkt. Von 1765 bis 1776 wurde die Abtei um eine Bibliothek erweitert. Verheerende Folgen hatte der Brand im Jahr 1865, der außer der Bibliothek fast das ganze Kloster zerstörte, darunter auch die von Franz Xaver Krisman 1782 gebaute Orgel. Auch der Großteil des Archivs und seiner Bestände verbrannte damals. Der Wiederaufbau begann ein Jahr später im Stil der Neugotik von Wilhelm Bücher, doch wurde der entsprechende Bauplan nur zum Teil realisiert.
Die Weltwirtschaftskrise der 1930er Jahre brachte das Stift an den Rand des Bankrotts und zwang es zum Verkauf von Kunstschätzen, darunter die Admonter Madonna (entstanden um 1310).
Während der NS-Zeit wurde das Kloster aufgehoben und der Besitz beschlagnahmt. Am 19. Juli 1938 rückte die Gestapo an und stellte das Stift unter eine kommissarische Leitung bzw. später Treuhänderschaft eines SS-Sturmbannführers. Die Gestapo verhörte alle Patres stundenlang und verhaftete einen Pater und vier Laienbrüder. Am 9. September 1938 zog man das Vermögen des Stiftes ein. Am 19. November 1939 erfolgte die Enteignung aller verbliebenen Werte zu Gunsten des Reiches und des Gaues Steiermark. Der Konvent musste sein Ordenshaus bis zum 1. Januar 1940 unter Mitnahme von persönlichen Bedarfsgegenständen verlassen und konnte erst nach Kriegsende zurückkehren. 1938 bis 1940 kamen zahlreiche Präparate aus der naturhistorischen Sammlung des Stiftes ins Joanneum. Auch aus der kunsthistorischen Sammlung des Stiftes entwendete man ebenfalls Objekte. In einem Tauschvorgang kamen auch naturhistorische Präparate aus dem Joanneum in die Sammlung des Stiftes. 1940 zerstörten Schüler einer nationalsozialistischen Heimschule auf Anweisung ihrer Lehrer in der Benediktus-Kapelle die überlebensgroße Figur des Heiligen Benedikt und vergruben die Trümmer im Garten. 1943 verwüstete die Admonter Hitlerjugend die Gruft des Klosters. Die Admonter Präparate kamen nach 1945 nur sehr langsam und teilweise zurück. Bis 2021 war die Restitution noch nicht abgeschlossen. Wobei die Abteilung für Tier- und Pflanzenkunde am Joanneum diese Restitution lange verzögerte und behinderte.
Die Abtei Admont ist heute bekannt durch ihre vielfältigen geistigen, religiösen und kulturellen Aktivitäten.

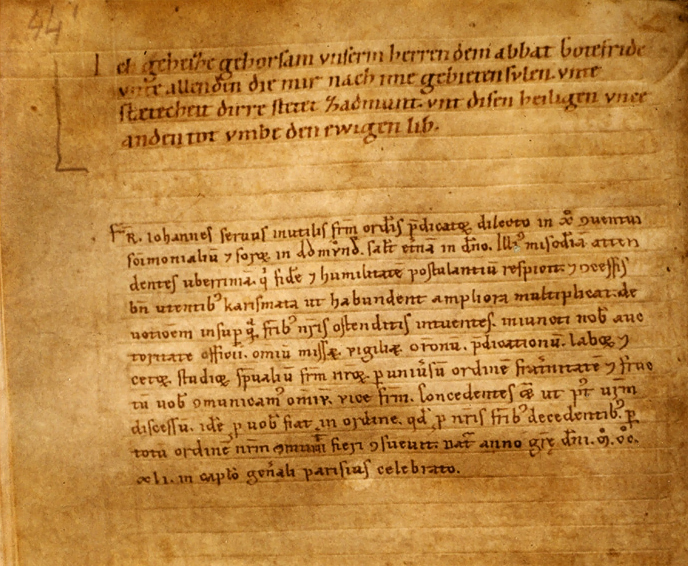
Ausschnitt aus einer Seite des zwischen 1138 und 1165 entstandenen Codex 567
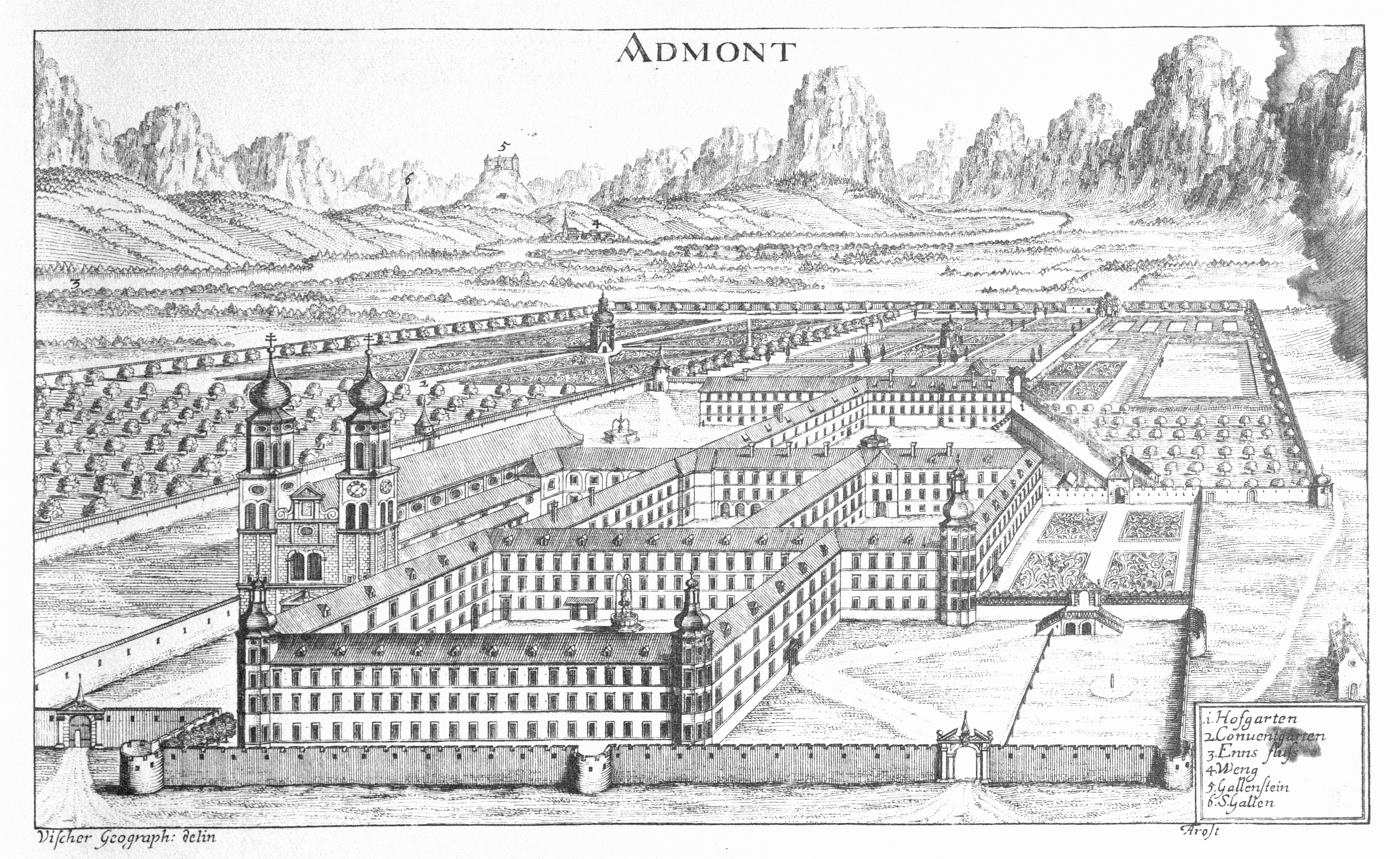
Kupferstich von Georg Matthäus Vischer (1681)
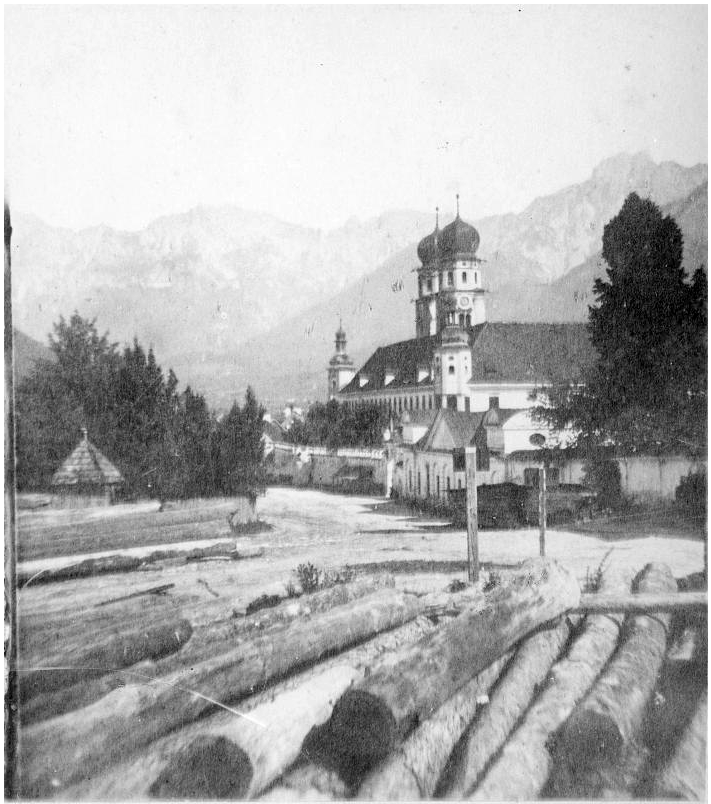
Ansicht vor dem Brand. Foto des Bundesdenkmalamtes (1865)
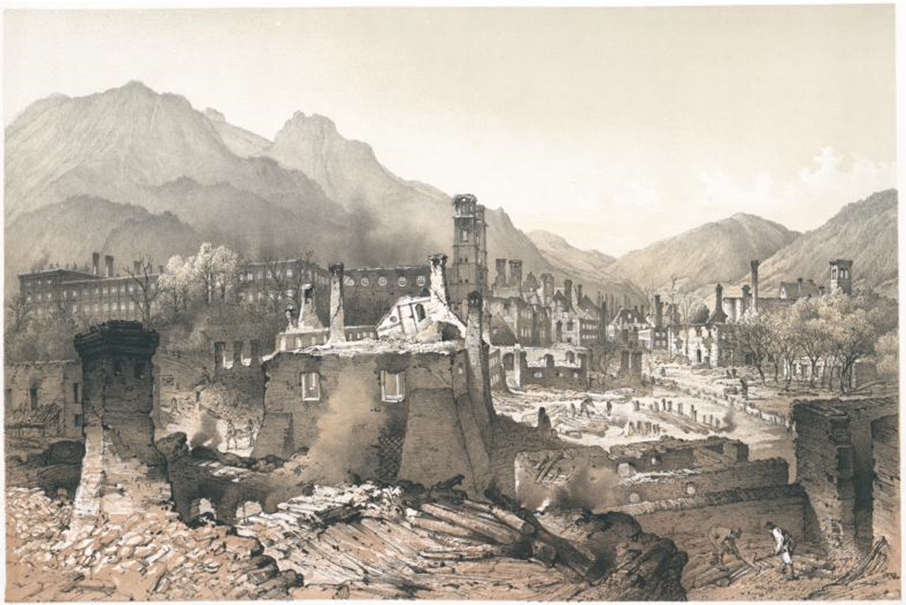
Ruinen nach dem Brand 1865

## Die Admonter Benediktiner

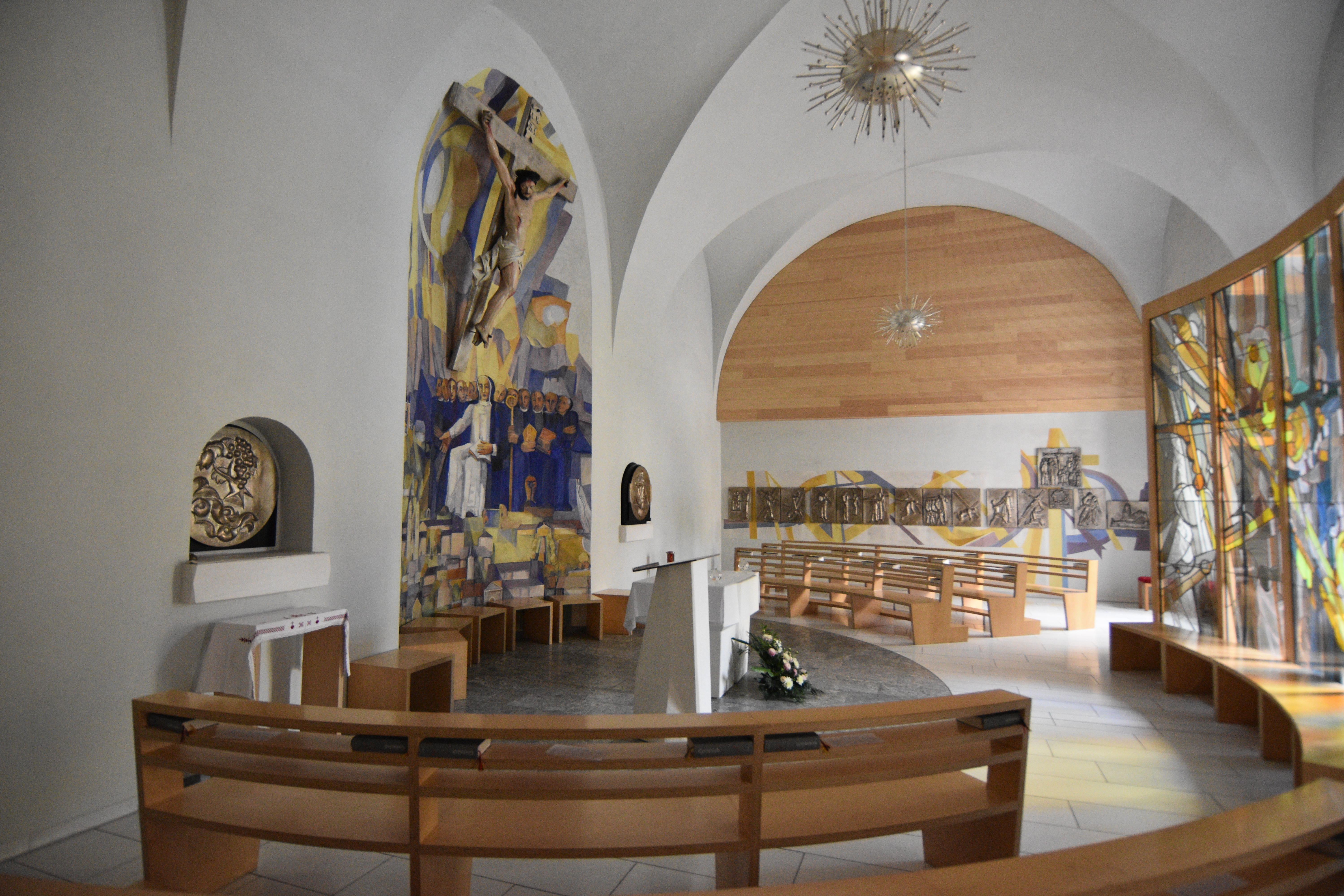
Die Benediktuskapelle

Ora et labora et lege – „Bete und arbeite und lies“. Mit diesen Worten lässt sich die Ordensregel des hl. Benedikt von Nursia zusammenfassen. Dabei geht es ihm um einen harmonischen Rhythmus zwischen tätiger Arbeit (Handwerk), dem Gebet (mehrmals am Tag kommt die Gemeinschaft zum Chorgebet zusammen) und der Zeit für das eigene Studium (geistliche Lesung, Beschäftigung mit Naturwissenschaft und Quellentexten etc.).
Seit der Gründung ihrer Abtei leben und wirken die Admonter Benediktiner nunmehr seit über 900 Jahren nach dieser Ordnung. Die 26 Mönche (Stand November 2024) stehen unter der Leitung von Abt Gerhard Hafner. Mehrmals am Tag treffen sie sich, um das gemeinsame Chorgebet und die hl. Messe zu feiern. Neben den Gottesdiensten ist der Dienst am Mitmenschen eine besondere Verpflichtung der Ordensleute.
Das Stift Admont betreut derzeit 26 Pfarren, betreibt ein Stiftsgymnasium mit etwa 500 Schülern und ein Seniorenpflegeheim in Frauenberg. In 16 Wirtschaftsbetrieben sind etwa 500 Mitarbeiter beschäftigt. Das stete Engagement des Stiftes für Wissenschaft und Kunst spiegelt sich im neuen Museum wider. Über den vielfältigen Aufgabengebieten steht immer der Grundsatz des hl. Benedikt: „Ut in omnibus glorificetur Deus! – Damit in allem Gott verherrlicht werde!“

## Stiftskirche
Die Stifts- und Pfarrkirche Admont, die dem hl. Blasius geweiht ist, wurde nach dem großen Klosterbrand von 1865 als erste in Österreich im neugotischen Stil errichtete Kirche vom Architekt Wilhelm Bücher aus Graz wieder aufgebaut. Am 12. September 1869 fand unter Abt Zeno Müller eine feierliche Konsekration statt. Das Bauwerk – ein basilikales Langhaus mit einschiffigem Chor und westlicher Portalvorhalle zwischen zwei kräftigen, 73 und 74 m hohen Türmen, Wahrzeichen des Admonttales – hat eine reiche künstlerische Ausstattung aufzuweisen, darunter auch Stücke des früheren Inventars, die beim Brand 1865 verschont geblieben sind.
Die Kirche hat 13 neugotische Altäre. Sie beherbergt unter anderen Kunstschätzen romanische Wandmalereien, ein spätgotisches Kruzifix von Andreas Lackner, eine alte Kopie der gotischen Statue Admonter Madonna, die barocken Altarbilder von Georg Bachmann (Hl. Barbara), Martino Altomonte (Maria Immaculata), Martin Johann Schmidt genannt Kremser-Schmidt sowie die barocke Admonter Weihnachtskrippe von Josef Stammel. In der zweiten linken Seitenkapelle steht der Altar der Stifterin, der hl. Hemma von Gurk.
In den Glockenstühlen der beiden Türme hängen sieben Glocken, von der Glockengießerei St. Florian gegossen. Die bekannteste ist wohl die größte, die Blaserin, deren Klang das ganze Tal vernehmen kann.

## Bibliothek und Museum
Das Benediktinerstift Admont beherbergt neben einer spätbarocken Stiftsbibliothek seit 2003 ein großes Museum, das sich in zwei Gebäudetrakten über vier Geschoße erstreckt. Die Exponate umfassen mittelalterliche Handschriften und Frühdrucke, Kunst vom Mittelalter bis zur Gegenwart sowie eine naturhistorische Sammlung. Daneben werden eine multimediale Stiftspräsentation, Sonderausstellungen und eine Panoramastiege angeboten.
Bibliotheks- und Museumstrakt sind in die großzügige Klosteranlage mit ihrer Gartenarchitektur eingebettet. Sie eröffnen Ausblicke auf die beeindruckende Kulisse der Gesäuse-Landschaft und auf den nahen Nationalpark. Bibliothek und Museum der Abtei Admont verzeichnen jährlich rund 60–70.000 Besucher.

### Stiftsbibliothek

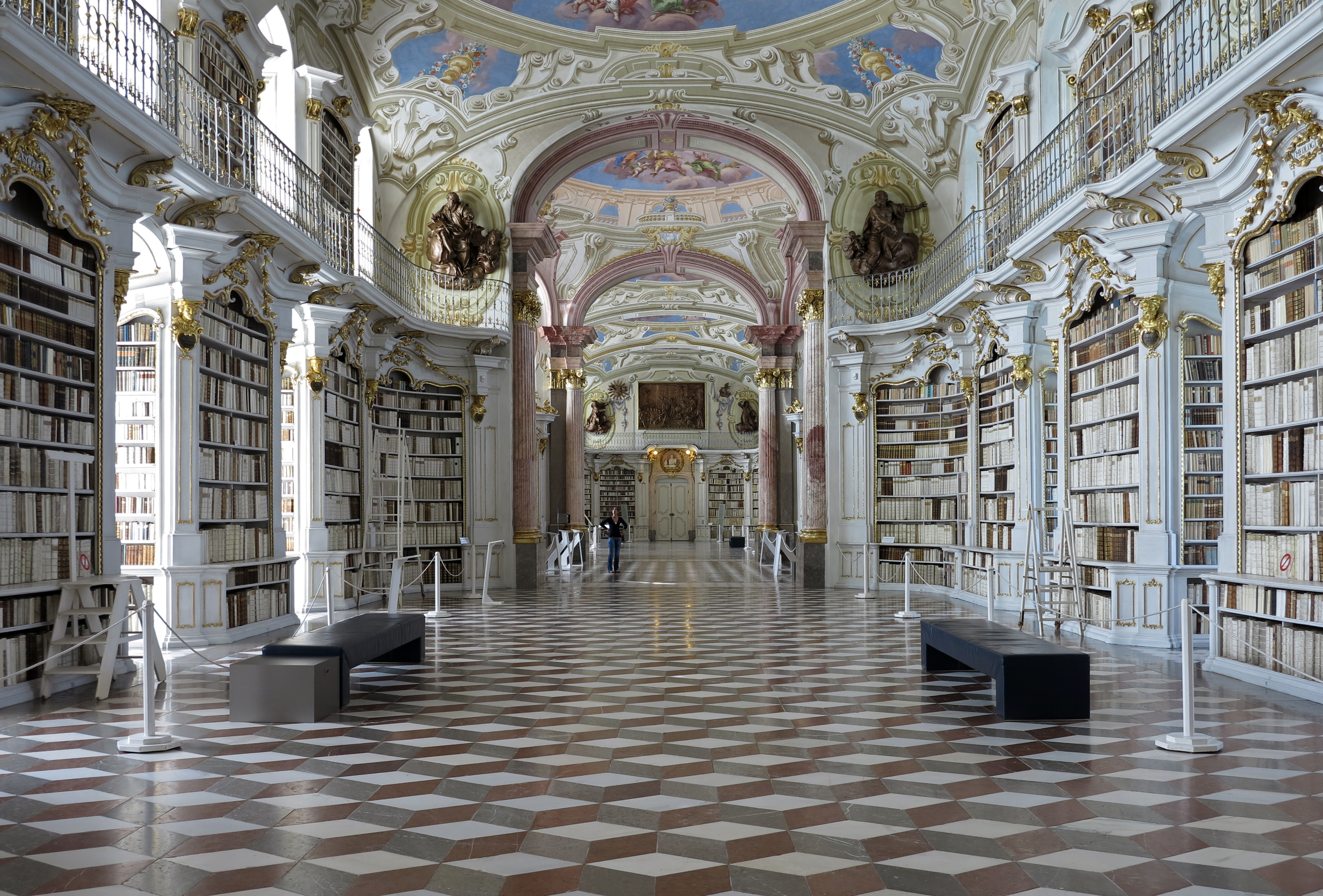
Stiftsbibliothek Admont

Die im Jahr 1776 fertiggestellte Stiftsbibliothek wurde in der Vergangenheit als „Achtes Weltwunder“ bezeichnet, sie ist der weltweit größte klösterliche Büchersaal. Das bauliche Konzept stammt vom Architekten Josef Hueber, die Deckenfresken von Bartolomeo Altomonte, der Skulpturenschmuck vom Bildhauer Josef Stammel. Die ganze Konzeption steht exemplarisch im Zeichen der Aufklärung: Licht wurde mit Erkenntnis gleichgesetzt und sollte die Klosterbibliothek durchströmen.
Der Büchersaal beherbergt ca. 70.000 Exemplare, der gesamte Bücherbestand des Stiftes umfasst 200.000 Bände. Darunter befinden sich über 1400 teilweise mittelalterliche Handschriften sowie knapp 1000 Inkunabeln und Frühdrucke.
Die Werke werden auch auswahlsweise ausgestellt.

### Naturhistorisches Museum

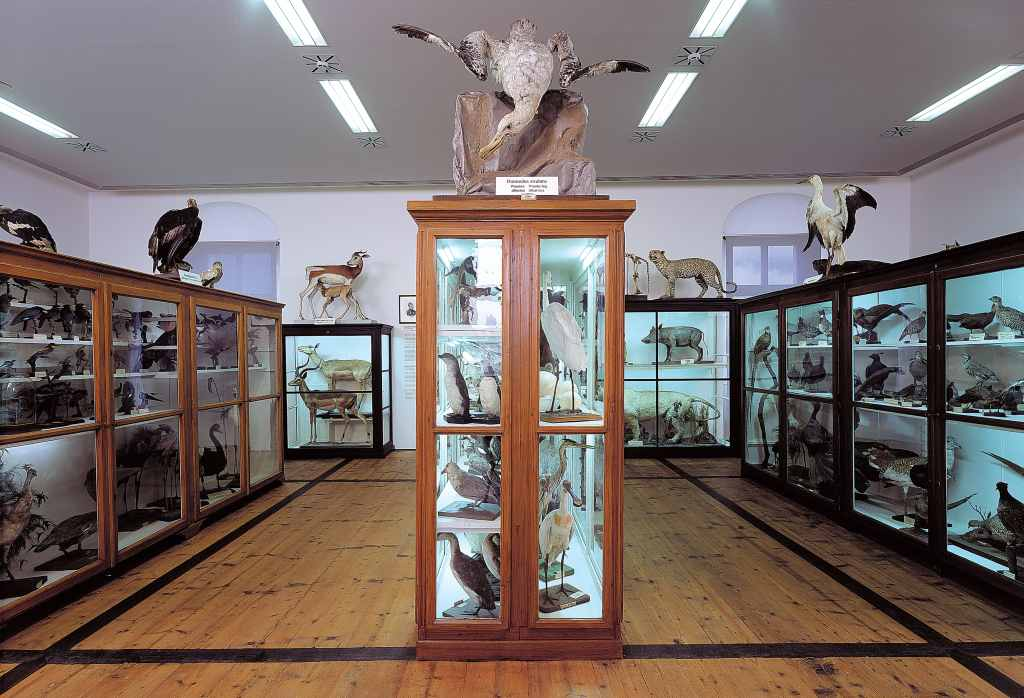
Naturhistorisches Museum

Seit der Barock-Zeit gab es im Stift Admont ein sogenanntes „Musaeum“ mit Naturobjekten und allerlei Raritäten.
Abt Gotthard Kuglmayr gründete 1809 ein Naturalien-Cabinet. Dieser Vorgänger des Naturhistorischen Museums wurde während des Brandes 1865 vernichtet.
Ab 1866 ging Pater Gabriel Strobl seinem Auftrag zur Wiedererrichtung des zerstörten Museums nach. In den folgenden 44 Jahren widmete sich der fleißige Pater dieser Arbeit. War er in seinem ersten Schaffen Botaniker, so gab er sich später der Insektenforschung hin und wurde zu einem der wichtigsten Forscher seiner Zeit. Das Naturhistorische Museum birgt insgesamt etwa 252.000 Insekten-Exemplare und ist vor allem durch seine Fliegensammlung berühmt: Mit etwa 80.000 Präparaten zählt diese Dipteren-Kollektion zu den drei wichtigsten in Europa.
Im Zuge der Neugestaltung und -eröffnung des Museums wurde ein Teil im original historischen Zustand belassen: Im Löwenzimmer und Südost-Pavillon sind Exponate der heimischen und exotischen Tierwelt sowie eine Sammlung von Gesteinen und Mineralien zu sehen.
Ein anderer Teil der Sammlungen ist im modernen Ambiente und in teils neuen Vitrinen präsentiert, so die Insekten und Reptilien, ebenso die Wachsobst-Sammlung von P. Constantin Keller.

### Kunsthistorisches Museum

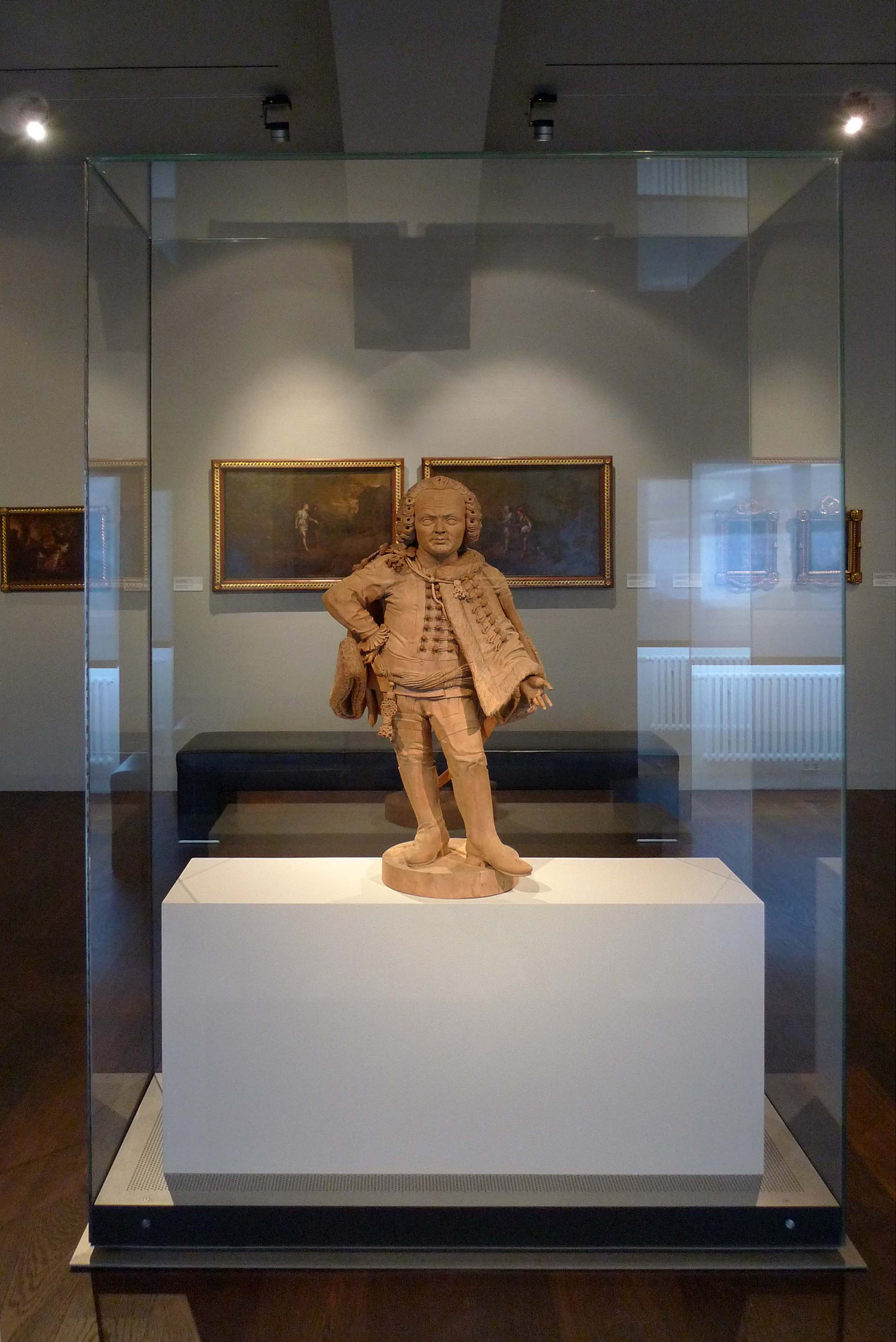
Kunsthistorisches Museum, Stift Admont

Das Kunsthistorische Museum wurde 1959 von P. Adalbert Krause ins Leben gerufen. Seit 1980 wurde es wesentlich erweitert, in den Räumen der alten Prälatur untergebracht und schrittweise neu konzipiert. In seiner heutigen Form existiert dieses Museum seit 2003. Es beinhaltet bedeutende Exponate von der Romanik bis zum Rokoko, Gemälde, Skulpturen und Objekte aus der kirchlichen Schatzkammer.
Eindrucksvoll in Großvitrinen präsentiert sich eine jährlich wechselnde Auswahl aus der Paramenten-Sammlung (liturgische Textilien). Darunter befinden sich die Gebhardsmitra (Ende des 14. Jahrhunderts), Glasmalereien des 15. Jahrhunderts und die Prachtornate aus der Stickereiwerkstatt von Frater Benno Haan (1631–1720), aus der Textilkunstwerke von Weltrang hervorgegangen sind.
Zu den wichtigsten Exponaten zählen: ein Tragaltar Bischofs Albrecht von Sternberg (1375), der Gebhardsstab mit Elfenbeinschnecke (12. oder 13. Jahrhundert), ein Abtsstab mit Narwalzahn (um 1680), sowie Leinwandbilder von Martin Johann Schmidt, genannt Kremserschmidt (1718–1801), Martino (1657–1745) und Bartolomeo Altomonte (1694–1783).
Dem Stiftsbildhauer Josef Stammel (1695–1765) ist ein eigener Raum gewidmet.
Der letzte, hinter der Gemäldegalerie gelegene Raum steht Gegenwartskünstlern für Rauminstallationen zur Verfügung.

### Dem Himmel Nahe – Sammlung Mayer

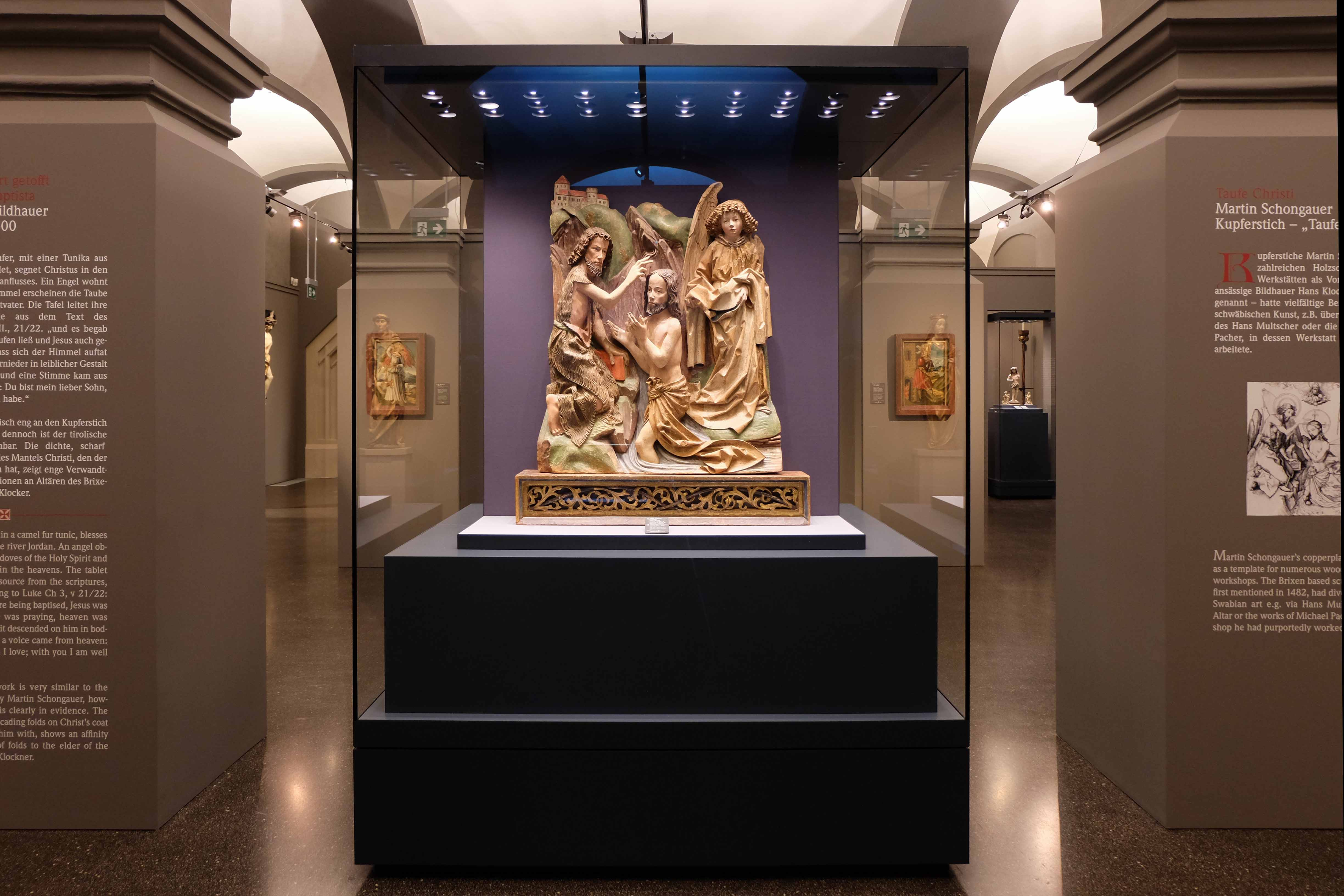
Sammlung Mayer, Kunst des Mittelalters, Museum im Stift Admont

Unter dem Titel „Dem Himmel Nahe – Sammlung Mayer“ werden in der Säulenhalle 85 mittelalterliche Skulpturen, Tafelbilder und Glasmalerei aus der Sammlung Mayer gezeigt. Die in dieser Ausstellung vereinte Auswahl von Werken der Spätgotik reicht von u. a. den „Schönen Madonnen“ (um 1400) bis zu Niklaus Weckmann aus Ulm und dem Südtiroler Meister Hans Klocker aus Brixen.

### Museum für Gegenwartskunst
Seit 1997 baut das Stift Admont kontinuierlich eine Gegenwartskunst-Sammlung auf. Sie beinhaltet derzeit Werke von über 150 überwiegend österreichischen Künstlern der jüngeren und mittleren Generation. Diese ständig wachsende Sammlung setzt sich aus zwei Teilen zusammen: aus Ankäufen sowie aus Auftragskunst.
Im Zuge des „Made for Admont“-Programmes werden kontinuierlich Kunstschaffende in das Stift eingeladen. Daraus entwickeln sich Ideen für ortsspezifische Kunstwerke, die zumeist auch realisiert, angekauft und ausgestellt werden. Die so entstehenden Kunstwerke verleihen der Sammlung des Stiftes Admont ihren ganz spezifischen Charakter. Eine Reihe von Künstlern (Judith Huemer, Rudi Molacek, Lois Renner, Erwin Wurm) hat in den letzten Jahren auf Einladung für das Stift Admont vor allem auf dem Gebiet der Fotokunst bedeutende Serien geschaffen.
Die Sammlung beinhaltet ebenso größere Werkgruppen ausgewählter Künstler, wie etwa von Herbert Brandl, Alfred Klinkan (1950–1994) oder die Schenkung von Hannes Schwarz (1926–2014).
Im Museum für Gegenwartskunst finden jährlich Sonderausstellungen statt – 2017 die Ausstellung „20 Jahre Sammlung Gegenwartskunst – Open the Link“.

### Österreichischer Museumspreis 2005
Im Jahr 2005 wurde dem Museum des Stiftes Admont der Österreichische Museumspreis verliehen, der vom Bundesministerium für Bildung, Wissenschaft und Kultur vergeben wird. Bundesministerin Elisabeth Gehrer sieht im Österreichischen Museumspreis eine „Auszeichnung für die besonderen Leistungen eines individuellen Museums“ einen „Ausdruck der großen Wertschätzung der Öffentlichkeit für die Museen in unserem Land“ und für deren Mitarbeiter. Der Museumspreis würdigt die geleistete Aufbauarbeit in den musealen Institutionen. In der Begründung der Jury heißt es: „Das Museum des Stiftes Admont hat, weit über das in Stiftsmuseen übliche Maß, neue Wege beschritten … Großartig ist vor allem auch die Verbindung moderner Kunst mit altem Kulturgut, die unerwartete Akzente in der spannenden Ausstellungsgestaltung setzt. Dies ist ein neuer Ansatz in der Auseinandersetzung mit und in der Vermittlung von zeitgenössischer Kunst. Dadurch ist das Museum des Stiftes Admont beispielgebend für andere österreichische Museen.“

### Spezialsammlung „Jenseits des Sehens – Kunst verbindet Blinde und Sehende“
Einen Sammlungsschwerpunkt bilden die grundsätzlich für sehbeeinträchtigte und blinde Menschen konzipierten, für Sehende mehrsinnlich wahrnehmbaren „Jenseits des Sehens/Beyond Seeing“-Kunstwerke. Die ersten dieser Art wurden im Jahre 2002 in Auftrag gegeben. Die „Jenseits des Sehens/Beyond Seeing“-Werke vereinen Kunst und Information.
Gleichermaßen für Blinde und Sehbeeinträchtigte wie für Sehende erdacht, schaffen sie außerhalb der visuellen Erfahrungswelt liegende sinnliche Begreifbarkeitsebenen. Ein Sehender sieht eine solche Station – zugleich auch immer ein sichtbares Kunstwerk – ganz anders, als sie ein Blinder wahrnimmt. Für den einen kann der optische Charakter des Objektes dominieren, während für den anderen die haptischen oder akustischen Qualitäten im Vordergrund stehen. Aus den Kunst-Begegnungen kann sich ein neuer Zugang zur Kunst entwickeln. Zwischen blinden und sehenden Menschen findet ein spannender und beiderseits grenzerweiternder Prozess des „Art sharings“ statt.
Hauptsinn und Aufgabe des Museums im Stift Admont soll vor allem sein, sehgeschädigten Menschen einen Zugang zur aktuellen Kunst zu ermöglichen. In Sehenden wiederum soll das Bewusstsein über die so ganz andere Welt der Nichtsehenden sensibilisiert werden. Wichtig ist dem Kloster die Kooperation von Vertretern der Kunst und Kultur, Bildung, Wissenschaft, Medizin sowie von Blinden und Sehgestörten auf nationaler und internationaler Ebene. Für diesen spezifischen Sammlungsteil entstehen im Rahmen des „Made for Admont“-Programmes jährlich neue Werke.

### Museales Rahmenprogramm
- In der multimedialen Stiftspräsentation des Linzers Peter Hans Felzmann werden in drei gesonderten Räumen Hintergrundinformationen zum Leben und Werk des Heiligen Benedikt sowie zum Stift Admont erfahrbar.
- Von der dreigeschoßigen Panoramastiege eröffnen sich herrliche Weitblicke über das östliche Klosterareal mit dem Gartenpavillon (fertiggestellt 1661) im Konventgarten, den Admonter Kräutergarten und den barocken Löschwasserteich bis hin zum Nationalpark-Gebiet mit seinen Gesäuse-Bergen sowie den imposanten Haller Mauern im Norden.
- Spezifische „Made for Admont“-Produkte und Dveri-Pax-Weine aus den stiftischen Weingütern in Slowenien können im Klosterladen und im Blumenhaus erworben werden.
- Die in eigenen Räumlichkeiten untergebrachte Admonter Museumswerkstatt bietet ein ständig wechselndes Programm für Kinder und Jugendliche an.
- Ein Besuch im 1996 neu eröffneten Stiftskeller bildet den kulinarischen Abschluss der Admonter Kulturreise. Modern in die historische Bauhülle integriert, bietet er Platz für 400 Personen und hat zwei Panorama-Terrassen.

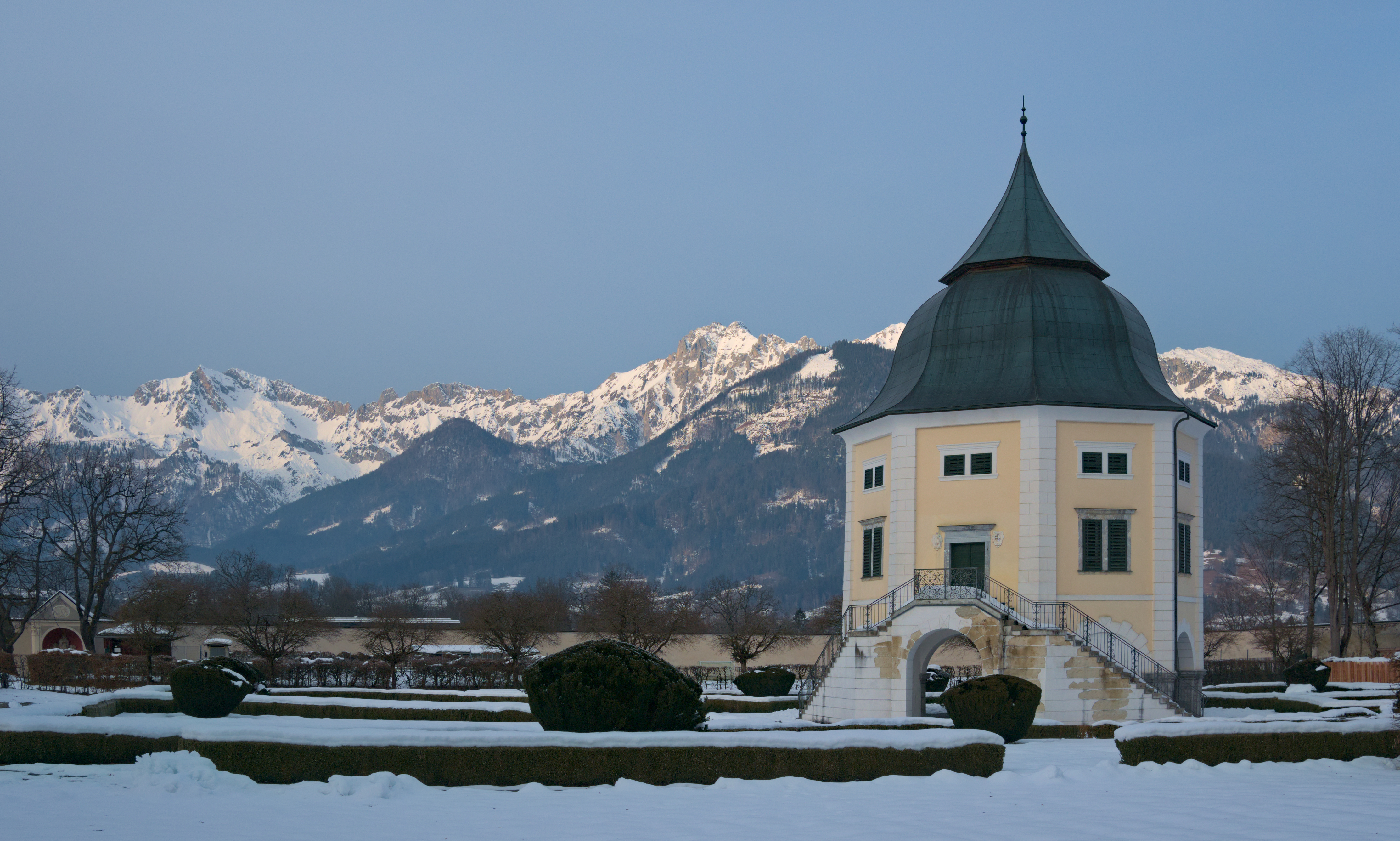
Gartenpavillon

### Digitale Plattform „Cultour“
Am 21. Jänner 2021 stellte das Benediktinerstift Admont gemeinsam mit der Schladminger Firma LightCyde eine neue digitale Plattform für Kultureinrichtungen und Sehenswürdigkeiten vor. Damit ist es möglich, virtuelle Rundgänge und Führungen durch ausgewählte Objekte der teilnehmenden Kulturbetriebe im Internet anzubieten.

## Stiftspfarrkirchen
- Pfarrkirche Frauenberg an der Enns
- Pfarrkirche Hall bei Admont
- Pfarrkirche Kalwang
- Pfarrkirche Unterlaussa
- Filialkirche Ardning

## Wirtschaftsbetriebe

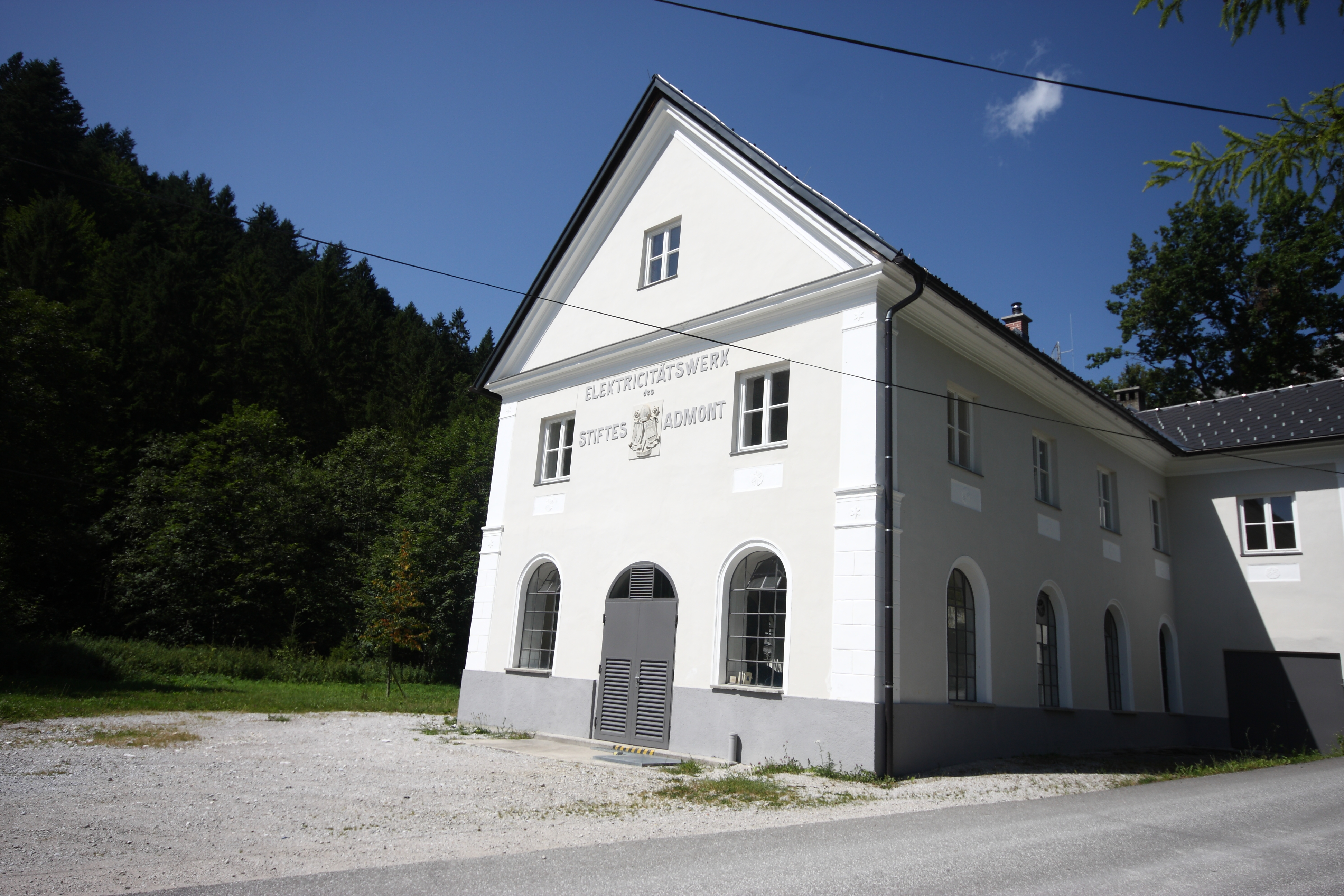
Kraftwerkshaus Mühlau

Wie andere Klöster betreibt auch das Stift Admont stiftseigene Unternehmen. Dazu gehören auch Kleinkraftwerke. Neben acht Kleinwasserkraftwerken betreibt das Tochterunternehmen Envesta (Energieversorgung Stift Admont) auch ein Biomasseheizwerk. Mit diesen Kraftwerken, von denen das erste bereits im Jahr 1911 errichtet wurde, wurden 2011 etwa 43 GWh Energie erzeugt und damit die Haushalte von vier Gemeinden neben den Klosterbetrieben versorgt.